# Brotorpet (naturreservat)
Brotorpet är ett naturreservat i Kristianstads kommun i Skåne län.
Området är naturskyddat sedan 2009 och är 38 hektar stort. Reservatet ligger vid östra stranden av sjön Immeln och består till del av gammal bokskog.